# Красноярово (Шилкинський район)
Красноя́рово (рос. Красноярово) — село у складі Шилкинського району Забайкальського краю, Росія. Входить до складу Розмахнінського сільського поселення.

## Населення
Населення — 248 осіб (2010; 320 у 2002).
Національний склад (станом на 2002 рік):
- росіяни — 92 %